# Ludmiła Masłakowa
Ludmiła Iljiniczyna Masłakowa (ros. Людмила Ильинична Маслакова, z domu Żarkowa ros. Жаркова; ur. 26 lutego 1952 w  Astrachaniu) – rosyjska lekkoatletka reprezentująca Związek Radziecki, sprinterka, trzykrotna medalistka olimpijska oraz mistrzyni Europy.
Zdobyła trzy złote medale na europejskich igrzyskach juniorów 1968 w Lipsku: w biegu na 100 metrów, biegu na 200 metrów i w sztafecie 4 × 100 metrów.
Na igrzyskach olimpijskich w 1968 w Meksyku zdobyła wraz z koleżankami brązowy medal w sztafecie 4 × 100 metrów (sztafeta radziecka biegła w składzie: Żarkowa, Galina Bucharina, Wira Popkowa i Ludmiła Samotiosowa). Startowała również w biegu na 100 metrów, ale odpadła w ćwierćfinale. Nie zdobyła medalu na mistrzostwach Europy juniorów w 1970 w Paryżu; zajęła 6. miejsce w biegu na 200 metrów oraz 4. miejsce w sztafecie 4 × 100 metrów. Była członkinią zwycięskiej sztafety 4 × 100 metrów na uniwersjadzie w 1970 w Turynie. W biegu na 100 metrów odpadła w półfinale.
Zdobyła brązowy medal w sztafecie 4 × 100 metrów na mistrzostwach Europy w 1971 w Helsinkach (w składzie: Żarkowa, Bucharina, Marina Sidorowa i Nadieżda Biesfamilna). W biegu na 100 metrów odpadła w półfinale. Na igrzyskach olimpijskich w 1972 w Monachium odpadła w półfinale biegu na 100 metrów, a w sztafecie 4 × 100 metrów zajęła w finale 5. miejsce. Ponownie zwyciężyła w sztafecie 4 × 100 metrów, a także zajęła 5. miejsce w biegu na 100 metrów na uniwersjadzie w 1973 w Moskwie. Zajęła 5. miejsce w biegu na 60 metrów na halowych mistrzostwach Europy w 1974 w Göteborgu. Na mistrzostwach Europy w 1974 w Rzymie zajęła 4. miejsca zarówno w biegu na 100 metrów, jak i na 200 metrów. Odpadła w półfinale biegu na 60 metrów na halowych mistrzostwach Europy w 1975 w Katowicach.
Zwyciężyła w biegu na 100 metrów oraz w sztafecie 4 × 100 metrów na Uniwersjadzie w 1975 w Rzymie. Ponownie odpadła w półfinale biegu na 60 metrów na halowych mistrzostwach Europy w 1976 w Monachium.
Zdobyła brązowy medal w sztafecie 4 × 100 metrów na igrzyskach olimpijskich w 1976 w Montrealu (sztafeta biegła w składzie: Tetiana Proroczenko, Masłakowa, Biesfamilna i Wiera Anisimowa). Indywidualnie nie udało jej się wejść do finału; odpadła w półfinale na 100 metrów i w ćwierćfinale na 200 metrów. Po raz czwarty zwyciężyła w sztafecie 4 × 100 metrów oraz zjęła 4. miejsce w biegu na 100 metrów na Uniwersjadzie w 1977 w Sofii. 
Na mistrzostwach Europy w 1978 w Pradze zdobyła złoty medal w sztafecie 4 × 100 metrów (w składzie: Anisimowa, Masłakowa, Ludmiła Kondratjewa i Ludmiła Storożkowa), a także brązowy medal w biegu na 100 metrów. Odpadła w półfinale biegu na 60 metrów na halowych mistrzostwach Europy w 1979 w Wiedniu.
Na igrzyskach olimpijskich w 1980 w Moskwie zdobyła wraz z koleżankami srebrny medal w sztafecie 4 × 100 metrów (sztafeta biegła w składzie: Wiera Komisowa, Masłakowa, Anisimowa i Natalja Boczina). W biegu na 200 metrów odpadła w półfinale.
Masłakowa była mistrzynią ZSRR w biegu na 100 metrów w latach 1975–1977 i na 200 metrów w 1978 i 1980.
Ustanawiała rekordy ZSRR w biegu na 100 metrów (dwukrotnie, do wyniku 11,29 s 25 czerwca 1977 w Karl-Marx-Stadt), na 200 metrów (22,62 s 17 września 1978 w Tbilisi) i ośmiokrotnie w sztafecie 4 × 100 metrów (do 42,10 s 10 sierpnia 1980 w Moskwie).
Rekordy życiowe Masłakowej:
| Konkurencja        | Data i miejsce            | Wynik   |
| ------------------ | ------------------------- | ------- |
| bieg na 100 metrów | 1980                      | 11,21 s |
| bieg na 200 metrów | 17 września 1978, Tbilisi | 22,62 s |